# Henry Forster
Henry Forster (* 12. September 1966 in Sassnitz auf der Insel Rügen) ist ein deutscher Manager. Er ist Präsident des Bundesverbandes Sekundärrohstoffe und Entsorgung (bvse). Forster leitete die Ihlenberger Abfallgesellschaft mbH (IAG) und deren Muttergesellschaft, die Gesellschaft für Abfallwirtschaft und Altlasten MV mbH (GAA) vom 1. November 2020 bis zum 31. Dezember als Geschäftsführer. Im April 2025 wurde er in den Aufsichtsrat der IAG und GAA berufen.

## Beruf

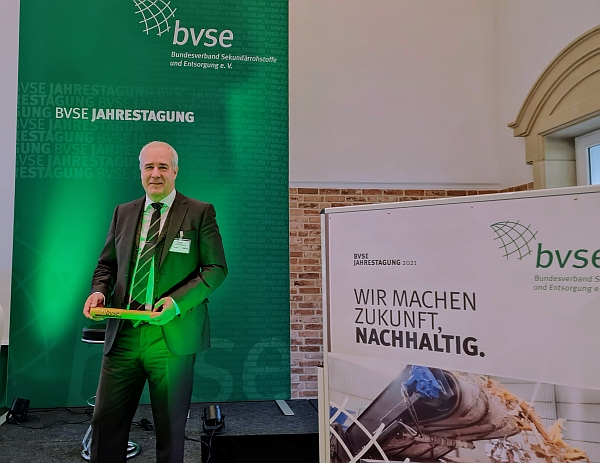
Henry Forster nach seiner Wahl zum bvse-Präsidenten am 1. Oktober 2021 in Marienfeld/NRW.

Forster erlernte in der Hochseefischerei einen technischen Beruf und fuhr bis zur „Abwicklung der Flotte“ 1990 als Maschinist zur See. Im Mercedes-Benz-Werk in Bremen qualifizierte er sich zum Meister im Maschinenbau und wechselte 1994 als Quereinsteiger in die Entsorgungswirtschaft, zur Nehlsen AG in Bremen. Dort war er Geschäftsführer der Beteiligungen RAB, WGN und BSB und Niederlassungsleiter des Recyclingpark Unterweser, den er im Bremer Industriehafen bis 2008 aufbaute.  
Forster ist in der Entsorgungswirtschaft seit 1994 Jahren in führenden Positionen tätig. 12 Jahre agierte er bis 2020 als Geschäftsführer der Gesellschaft im Ostalbkreis zur Abfallbewirtschaftung (GOA), die mit über 400 Beschäftigten die Entsorgung im drittgrößten Landkreis von Baden-Württemberg gewährleistet. Von 2020 bis 2024 war Forster Geschäftsführer der Ihlenberger Abfallentsorgungsgesellschaft mbH.

## Engagement
Forster hat sich als Schatzmeister und Mitglied des geschäftsführenden Präsidiums des Bundesverbandes Sekundärrohstoffe und Entsorgung engagiert. Im September 2021 wurde er in Marienfeld/NRW zum Präsidenten des bvse gewählt.